# NGC 7465
NGC 7465 é uma galáxia lenticular (SB0) localizada na direcção da constelação de Pegasus. Possui uma declinação de +15° 57' 55" e uma ascensão recta de 23 horas, 02 minutos e 00,9 segundos.
A galáxia NGC 7465 foi descoberta em 16 de Outubro de 1784 por William Herschel.